# Спасское-Манухино
Спа́сское-Ману́хино (Оксеново) — историческое село на территории современного Можайского района Москвы.

## История
Первое упоминание о деревне датируется началом XVII века, в переписи она фигурировала как просто Манухино, являлась поместьем братьев Воина и Петра Тимофеевичей Пушкиных.
Воин служил военачальником в Берёзове и Брянске, а Пётр, прямой предок А. С. Пушкина, также занимался военным делом, в частности он был московским «объезжим головой». В 1615 году в награду «за московское очищение (вытеснение из города польских войск) и за рану» он получил 200 четвертей земли и 10 рублей наличными. После смерти Петра в 1633 году Манухино перешло в вотчину Никите Воиновичу Пушкину, а в 1673 году стало собственностью его племянников Фёдора и Петра Петровичей, которые в том же году отдали деревню Артамону Сергеевичу Матвееву, приближённому царя Алексея Михайловича, «первому министру», как звали его приезжие. В 1676 году он возвёл церковь, после чего деревня стала называться Спасское-Манухино. Как и большинство прочих имений Матвеева, потерпевшего крах в ходе дворцовых интриг, село Спасское перешло в государственную собственность и передано в 1683 году сыну боярина Андрею Артамоновичу. Его преемники продали деревню графу П. И. Ягужинскому, одному из самых больших единомышленников Петра. Ягужинский был выходцем из семьи небогатого литовского органиста, игравшего в Немецкой слободе, он обратил на себя внимание царя своим умом и честностью, стал его денщиком, ему давали важные задания, в итоге он получил чин генерал-прокурора, — «сей чин, яко око наше и стряпчий о делах государственных должен во всем верно поступать», — такой приказ он получил от Петра. Спасское-Манухино было собственностью П. И. Ягужинского до смерти последнего в 1736 году, потом село унаследовал его сын Сергей, продавший деревню в 1779 году. В последующие XVIII и XIX века Спасское-Манухино много раз переходило от одного хозяина к другому, в частности, одним из его владельцев был разбогатевший на торговле с иностранцами купец первой гильдии Григорий Кирьяков, владевший дворцом на Петровке (№ 21). Он в Сетуни открыл фабрику по производству фарфора. Перед Октябрьской революцией в селе были усадьбы Сабашниковых и Прохоровых.
Единственная достопримечательность села, дошедшая до наших дней, — Спасская церковь (Рябиновая улица, 18).
Усадьба и усадебный парк располагались по соседству со Спасской церковью, а рядом с ним находилось кладбище. После того, как Сетунь вошла в состав Кунцева, кладбище стали называть Кунцевским.